# Гандалие
Гандалие − бывший Галанчожский хутор в Серноводском районе Чечни. В хуторе никто не проживает (на 2022 г.).

## География
На северо-западе от Гандалие расположено селение Гандалбос, на юго-западе − Даттых, на юге − Эги-Чож, на севере − Бамут, на востоке − Кало.

## История
Родовое село тайпа Гандалой.